# Актинии
Актиниите, известни още като морски анемони (Actiniaria), са разред от океански хищни безгръбначни животни. Като мешести животни, актиниите са близки до коралите, медузите и хидрите. Повечето от актиниите са прикрепени животни. Има около 1200 вида, които обитават всички морета по света.
Те са нисши животни, които образуват отровен секрет. Той предизвиква силен сърбеж и обрив. Актинията отделя от пипалата си пареща отровна течност, при това с невероятно голяма сила от почти 7 гигапаскала. Понякога на мястото на докосването се появява подутина, която посинява, некротизира и се разранява. Това е придружено от треска, висока температура, главоболие, силна отпадналост. Повечето хора ги мислят за цветя.
Допирът до конската актиния (Actinia equina), която се среща и в Черно море, предизвиква само леко опарване. Опарването от някои актинии обаче, които се срещат например в Японско море, предизвиква дълготрайно отичане на крайника, който се е допрял до тях.

## Класификация
Разред Актинии
- Подразред Endocoelantheae Carlgren, 1925
  - Семейство Actinernidae Stephenson, 1922
  - Семейство Halcuriidae Carlgren, 1918
- Подразред Nyantheae Carlgren, 1899
  - Инфраразред Athenaria Carlgren, 1899
    - Семейство Andresiidae Stephenson, 1922
    - Семейство Andwakiidae Danielssen, 1890
    - Семейство Edwardsiidae Andres, 1881
    - Семейство Galatheanthemidae Carlgren, 1956
    - Семейство Halcampidae Andres, 1883
    - Семейство Halcampoididae Appellöf, 1896
    - Семейство Haliactiidae Carlgren, 1949
    - Семейство Haloclavidae Verrill, 1899
    - Семейство Ilyanthidae (Carlgren, 1949)
    - Семейство Limnactiniidae Carlgren, 1921
    - Семейство Octineonidae Fowler, 1894

  - Инфраразред Boloceroidaria Carlgren, 1924
    - Семейство Boloceroididae Carlgren, 1924
    - Семейство Nevadneidae Carlgren, 1925

  - Инфраразред Thenaria Carlgren, 1899
    - Семейство Acontiophoridae Carlgren, 1938
    - Семейство Actiniidae Rafinesque, 1815
    - Семейство Actinodendronidae Haddon, 1898
    - Семейство Actinoscyphiidae Stephenson, 1920
    - Семейство Actinostolidae Carlgren, 1932
    - Семейство Aiptasiidae Carlgren, 1924
    - Семейство Aiptasiomorphidae Carlgren, 1949
    - Семейство Aliciidae Duerden, 1895
    - Семейство Aurelianidae Andres, 1883
    - Семейство Bathyphelliidae Carlgren, 1932
    - Семейство Condylanthidae Stephenson, 1922
    - Семейство Diadumenidae Stephenson, 1920
    - Семейство Discosomidae Carlgren, 1949
    - Семейство Exocoelactiidae Carlgren, 1925
    - Семейство Haliplanellidae Hand, 1956
    - Семейство Hormathiidae Carlgren, 1932
    - Семейство Iosactiidae Riemann-Zürneck, 1997
    - Семейство Isanthidae Carlgren, 1938
    - Семейство Isophelliidae Stephenson, 1935
    - Семейство Liponematidae Hertwig, 1882
    - Семейство Metridiidae Carlgren, 1893
    - Семейство Minyadidae Milne Edwards, 1857
    - Семейство Nemanthidae Carlgren, 1940
    - Семейство Paractidae (Hertwig, 1882)
    - Семейство Phymanthidae Andres, 1883
    - Семейство Sagartiidae Gosse, 1858
    - Семейство Sagartiomorphidae Carlgren, 1934
    - Семейство Stichodactylidae Andres, 1883
    - Семейство Thalassianthidae Milne Edwards, 1857
- Подразред Protantheae Carlgren, 1891
  - Семейство Gonactiniidae Carlgren, 1893
- Подразред Ptychodacteae Stephenson, 1922
  - Семейство Preactiidae England in England et Robson, 1984
  - Семейство Ptychodactiidae Appellöf, 1893